# Sixth Sense (음반)
《Sixth Sense》는 대한민국의 걸 그룹 브라운 아이드 걸스의 네 번째 정규 음반이다. 2011년 9월 16일에 출시되었다.

## 수록곡
1. "Swing it Shorty" (Intro)
2. "Sixth Sense"
3. "Hot Shot"
4. "La Boheme"
5. "불편한 진실"
6. "Lovemotion"
7. "Countdown" (Interlude)
8. "Vendetta"
9. "Sixth Sense" (Instrumental)